# Fira (métro de Barcelone)
Pour les articles homonymes, voir Fira (homonymie).
Fira est une station de la ligne 9 du métro de Barcelone.

## Situation sur le réseau
La station se situe sous l'avenue Juan Carlos Ier (Avinguda de Joan Carles I), sur le territoire de la commune de L'Hospitalet de Llobregat. Elle s'intercale entre les stations Parc Logístic et Europa | Fira de la ligne 9 du métro de Barcelone.

## Histoire
La station ouvre au public le 12 février 2016, à l'occasion de la mise en service du tronçon sud de la ligne 9.

## Services aux voyageurs

### Accès et accueil
La station dispose de deux voies et deux quais latéraux équipés de portes palières.